# 田舎の日曜日
『田舎の日曜日』（いなかのにちようび、原題：Un dimanche à la campagne）は、1984年に公開されたベルトラン・タヴェルニエ監督のフランス映画。

## スタッフ
- 監督 - ベルトラン・タヴェルニエ[2]
- 脚本 - ベルトラン・タヴェルニエ、コロ・タヴェルニエ（英語版） [2][3]
- 原作 - ピエール・ボスト[2]
- 製作 - ベルトラン・タヴェルニエ、アラン・サルド[2]
- 撮影 - ブリュノ・ド・ケイゼル（英語版）[2][3]
- 美術 - パトリス・メルシエ(Patrice Mercier)[1][3]
- 音楽 - ガブリエル・フォーレ[2]
- 編集 - アルマン・プセニー（フランス語版）[1][3]
- 衣裳 - イヴォンヌ・サシノー・ドゥ・ネスル（フランス語版）[1][3]
- 字幕 - 山崎剛太郎[1]

## あらすじ
1912年秋。パリ郊外に住む老画家ラドミラルは、家政婦と二人暮らしだが、今朝はパリに住む息子のゴンザグ一家が来るのを心待ちにしている。やがて、ゴンザグと嫁、孫娘と孫息子が訪れて急に賑やかになる。
酒を飲みながらの昼食をとり、ラドミラルが庭で午睡をしていると、滅多に訪ねてこない娘イレーヌが自動車を運転してやって来る。パリでブティックを経営する彼女はまだ若々しく美しく、久しぶりの実家でリラックスするが、電話を気にしているようで落ち着かない。未婚の彼女は恋人からかかってくるはずの電話を待っていた。
庭で遊んでいた孫たちは田舎の遊びに飽きてきている。そして、電話がかかってこないことに苛立ったイレーヌがパリに帰ると言い出す。娘をなだめて、自分のアトリエに招いたラドミラルは絵を見せながら娘とのひとときを過ごす。
ラドミラルは数年前まで風景画を描いていたが、最近はアトリエの中のオブジェを描くように変わっている。彼は「自分は独創性に欠けるが、自分らしさを失わず、自分の可能性を信じたかった」と言う。イレーヌは、父の抱いた苦悩と現在の心境を理解し、父がかつて描いた風景画を見て、そこに秘めた情熱に感動する。
イレーヌに誘われてドライブに出たラドミラルは、森の中のレストランで妻の思い出をしみじみと語り、イレーヌの誘いで二人は踊る。二人が家に戻るとパリからの電話が彼女を待っていて、その直後、あわただしく帰る娘を父はそっと送り出す。
夕食を済ませ、ゴンザク一家を駅で見送ったラドミラルは、アトリエに入って自分の手をじっと見つめる。おもむろにイーゼルの描きかけの絵をはずし、真新しいキャンバスに換えた。

## キャスト
- ルイ・デュクルー（英語版） - ラドミラル氏[1][3]
- サビーヌ・アゼマ - イレーヌ[1]
- ミシェル・オーモン - ゴンザグ[1]
- ジュヌヴィエーヴ・ムニック(Geneviève Mnich) - マリー・テレーズ[1][3]
- モニーク・ショメット(Monique Chaumette) - メルセデス[1][3]
- トマ・デュヴァル(Thomas Duval) - エミール[1][3]
- クァンタン・オジエ(Quentin Ogier) - リュシアン[1][3]
- カティア・ボストリコフ(Katia Wostrikoff) - ミレイユ[1][3]
- ヴァレンタイン・スワール(Valentine Suard) - 少女1[1][3]
- エリカ・ペイル(Erika Faivre) - 少女2[1][3]
- Claude Winter - ラドミラル夫人[3]
- Jean-Roger Milo - 漁師[3]
- Pascale Vignal - ウエイトレス[3]
- Jacques Poitrenaud - Hector (Patron guinguette)[3]
- Marc Perrone - アコーディオン奏者[3]
- ベルトラン・タヴェルニエ - （ナレーター）

## 受賞歴
- 1984年 第37回カンヌ国際映画祭
  - 監督賞 『田舎の日曜日』ベルトラン・タヴェルニエ[4]

- 1984年 ロンドン映画批評家協会賞
  - 外国語映画賞『田舎の日曜日』 ベルトラン・タヴェルニエ[5]

- 1984年 ナショナル・ボード・オブ・レビュー賞[6]
  - 助演女優賞 サビーヌ・アゼマ『田舎の日曜日』
  - 外国語映画賞 『田舎の日曜日』ベルトラン・タヴェルニエ
- 1984年 ニューヨーク映画批評家協会賞
  - 外国語映画賞 『田舎の日曜日』 ベルトラン・タヴェルニエ[7][8]

- 1985年 第10回セザール賞[9]
  - 最優秀女優賞：サビーヌ・アゼマ『田舎の日曜日』
  - 脚色賞 ベルトラン・タヴェルニエ、コロ・タヴェルニエ
  - 撮影賞 ブリュノ・ド・ケイゼル
- 1985年 第40回毎日映画コンクール
  - 作品部門 外国映画ベストワン賞 『田舎の日曜日』ベルトラン・タヴェルニエ[10]